# 牛頓縣 (印地安納州)
牛頓縣（英語：Newton County）是美国印第安纳州西北部的一個縣，西鄰伊利诺伊州，面積1,045平方公里。根据2020年美國人口普查，共有人口13,830人。縣治肯特蘭（Kentland）。目前的縣成立於1859年12月8日。縣名紀念紀念法蘭西斯·馬里昂將軍手下的約翰·牛頓（John Newton）。